# Federico Galliano
Federico Galliano (Rapallo, 24 ottobre 1980) è un attore e regista teatrale italiano.

## Biografia
Nato a Rapallo, si forma teatralmente a Genova, iniziando come autore, pubblicato nel 2005 a Melbourne nell'antologia A.L.I.A.S.. Mentre prosegue la formazione con Laura Curino, Mauro Pirovano e Angelo Orlando, nel 2008 presenta al Teatro Stabile di Genova lo spettacolo Viva la vita, con il Gabibbo, Roby Carletta, Luca e Paolo, Vittorio De Scalzi, e la Compagnia goliardica Mario Baistrocchi. Nello stesso anno entra a far parte della compagnia teatrale A.r.t., con cui partecipa alle tournée delle opere Le Argonautiche di Apollonio Rodio, La Natività e Poi venne l'aprile, in occasione delle commemorazioni per la Liberazione.
Nel 2010 è assistente alla regia di Victims, primo cortometraggio italiano in 3D, presentato al Festival Internazionale del Film di Roma. Nel settembre dello stesso anno partecipa al film Neverland, prodotto da Sky Movies, con Keira Knightley, Bob Hoskins e Rhys Ifans. Col patrocinio dalla Regione Liguria, scrive e mette in scena ne Il Borgo di Colombo le poesie Contenuto, Viaggio in silenzio e Crisalide.
Nella stagione 2010/2011 partecipa alla tournée teatrale dell'Asino d'oro di Apuleio, e alla II edizione di Genovesi in viaggio, col patrocinio dalla Provincia di Genova. Nel 2011 gira la serie Grandi Amori Veloci per Grandi Navi Veloci, nel 2013 Orange Passion per Campari, nel 2016 le serie MyDietor per Sperlari e nell'anno successivo la serie The Ingredient Journey per Acqua di Parma.
Dal 2011 al 2014 è protagonista in tournée delle opere La Passione del Signore, Oh giornate del nostro riscatto!, e Chiara pianticella di Dio.  Dalla stagione 2014/2015 è Ulisse nell'Odisseo, tratto dall'Odissea di Omero, presentato in prima presso l'Acquario di Genova e in tournée al Teatro dell'Archivolto e nel nord Italia. Successivamente recita in l'Orlando furioso di Ludovico Ariosto, Amleto di William Shakespeare e Il malato immaginario di Molière. Nella stagione 2017/2018 interpreta Trinità nella messa in scena di Lo chiamavano Trinità..., soggetto di E.B. Clucher, e prende parte a spettacoli della tradizione teatrale di Gilberto Govi, tra cui I manezzi pe majâ na figgia di Niccolò Bacigalupo e Pignasecca e Pignaverde di Emerico Valentinetti.

## Teatrografia
- Viva la Vita, regia di Emanuele Colla (2008)
- Gli argonauti / Medea e il vello d’oro, di Apollonio Rodio (2008)
- Poi venne l'aprile, regia di Mimmo Minniti (2009)
- Verso la luce nel buio, regia di Alessandra Chiodi (2009)
- Pazzi per il musical, regia di Paolo Spoto (2009)
- L'avaro, di Molière, regia di Dimitri Priano (2010)
- Tempus fugit, regia di Federico Galliano (2010)
- L'asino d'oro / Le metamorfosi, di Apuleio (2010)
- Vicini di... gossip, regia di Paolo Spoto[28] (2011)
- Passione del Signore, regia di Mimmo Minniti (2011)
- Il Ballo, riduzione de Il Gattopardo di Luchino Visconti (2011)
- Il re porcaro, di Guido Gozzano (2012)
- Chiara, pianticella di Dio, regia di Mimmo Minniti (2012)
- Odisseo, di Omero (2015)
- Shakespeare: 400 anni di umanità sulla scena, regia di Mimmo Minniti (2016)
- Orlando furioso, di Ludovico Ariosto (2017)
- Malato immaginario, di Molière (2017)
- Natività, regia di Mimmo Minniti (2017)
- Lo chiamavano Trinità – la commedia, di E.B. Clucher, regia di Luca Cevasco (2018)
- Il bell'indifferente, riduzione de La voce umana, di Jean Cocteau, regia di Anna Nicora (2018)
- Manezzi pe majâ na figgia, di Niccolò Bacigalupo (2018)
- Pignasecca e Pignaverde, di Emerico Valentinetti (2018)
- Le allegre comari di Windsor, di William Shakespeare (2018)

## Filmografia
- Ecco, regia di R. Baghino e G. C. Tagliafico (2008), corto
- Victims, regia di Anne Riitta Ciccone (2010), corto
- Neverland, regia di Nick Willing (2011)
- Chiara pianticella di Dio, regia televisiva di Nicola Di Francescantonio (2013)
- Passione del Signore, regia televisiva di Telepace (2014)
- Odisseo, regia televisiva di Davide Barabino (2015)